# Axiarquía
Axiarquía o Axiarquismo (Del griego axio 'valor, dignidad' y arkhe 'mandar, gobernar') es una posición metafísica y axiológica que consiste en que todo lo que existe, incluido el universo mismo, tiene valor intrínseco. El axiarquismo se opone al escepticismo radical. La palabra fue acuñada por el filósofo canadiense John A. Leslie.
Es interesante ver el valor en los números enteros. Tenemos por un lado los números negativos, en el centro el cero, y por el otro lado los números positivos. El cero sería “la nada” y se opone al valor, y el valor se puede subdividir en valores y antivalores, aunque algunas tendencias éticas como el amoralismo respondería que no existen valores positivos y negativos.
Entonces, podemos responder a la pregunta de ¿Por qué hay algo en lugar de nada? Diciendo que hay algo en lugar de nada porque debe tener valor, donde el "debe" es un deber ético. Es decir, que independientemente de las atribuciones positivas o negativas del valor, debe haber, por necesidad ética, una dualidad con la nada que convierte el valor en positivo a nivel metafísico estableciendo un optimismo metafísico, que es la perspectiva de que el mundo existe porque es bueno que exista. Es decir, que el primer motor es la bondad.
Hay una larga tradición de platonismo cristiano, inspirada en última instancia por Platón y Plotino, pero gran parte de ella a través del neoplatonismo cristiano de Pseudo-Dionisio, que está profundamente inspirada por consideraciones axiárquicas. Algunos en esta tradición ven el axiarquismo como una visión de la naturaleza básica de Dios y la naturaleza del poder divino. El desarrollo más deliberado de esto se encuentra en el trabajo de Ralph Cudworth, donde intenta usar el axiarquismo para dar cuenta de la naturaleza de la agencia personal, tanto humana como divina. Sin embargo, Derek Parfit trata el axiarquismo como apelando a un principio abstracto de que lo mejor tiene que ser, y no a un agente personal.
John A. Leslie sugiere que Dios, como ser perfecto, puede ser lo que es requerido inmediatamente por el principio y luego, a su vez, Dios sería responsable de crear todo lo demás.

## Tipos de Axiarquismo

### Axiogénesis
Nicholas Rescher, en su versión del Axiarquismo, intenta explicar la realidad basándose en el mérito, considerándolo en función del valor. Esta evaluación tiene dos características principales: involucra una evaluación genuina que abarca algún concepto auténtico de mayor o menor valor, y el modo de valor involucrado es sui generis, es decir, no es ético, estético, utilitarista, etc. Eso quiere decir que el "bueno" en su axiogénesis se refiere a la idea de que las mejores posibilidades o realidades son aquellas que simplemente se realizan. Esto se basa en la premisa de que la realidad tiende a favorecer la actualización de alternativas que poseen un mayor valor intrínseco. Así, el "valor" en su teoría se relaciona con el concepto de mérito o excelencia inherente, no necesariamente alineado con criterios éticos o estéticos comunes. 

### Axiarquismo puro
John A. Leslie y Thomas Nagel sostienen una versión de axiarquismo puro, es decir, que el único agente productor de todo lo que existe es el valor.

### Axiarquismo parcial
Philip Goff sostiene un axiarquismo parcial en el sentido de que el valor puede ser una de las múltiples causas de todo lo que existe.

## Axiarquía en la historia

### Platón
El término axiarquía no se encuentran en si en la obra de Platón, sin embargo distintos autores se remontan al diálogo La República, donde encontramos las ideas de que el mundo está gobernado por el valor y de que existen necesidades éticas, para apoyar esta idea en la tradición filosófica.
En La República se argumenta que la forma del Bien nos da conocimiento y energía creativa en analogía con el sol que nos da visión sin que él mismo actúe en el mundo. En la medida en que esta forma de pensar obvia la necesidad de un Dios creador, el axiarquismo extremo es un rival del teísmo tradicional; si hay un Dios, él fue llamado a existir en virtud de su exigencia ética.

### Aristóteles
En Aristóteles no encontramos la idea de bien como en Platón. Cuando se hace referencia a este autor se hace mediante la idea de diós Aristotélico, acto puro o motor inmóvil al que todas las cosas aspiran a parecerse.

### Estoicos
Los estoicos postulaban un Logos eterno, racional y divino que orienta todos los acontecimientos y que los gobierna.

### En la filosofía medieval
En la filosofía medieval encontramos la idea de axiarquía en distintos autores en la forma de divina providencia que es el concepto religioso por el cual una divinidad gobierna e influye en el universo, en especial la Tierra para el socorro de la humanidad.

## Críticas
Roland Puccetti ofrece varias críticas al axiarquismo extremo. Primero, cuestiona la lógica de que el universo se creó a sí mismo por una necesidad ética, señalando que esta idea es extraña y paradójica. Además, Puccetti argumenta que esta teoría no proporciona una explicación real de por qué existe el mundo, ya que no presenta un mecanismo claro para la creación del universo. También examina el problema de la causalidad y cómo las teorías del axiarquismo y el teísmo tratan de explicar la existencia del universo, destacando las dificultades en ambas aproximaciones. Finalmente, discute la relación entre la existencia del universo y la idea de que un estado de cosas es "mejor" que otro, argumentando que esta noción es demasiado dependiente del juicio humano y no explica adecuadamente la causa de la existencia del universo.